# Переписывающая система
Переписывающая система (или ARS от англ. Abstract rewriting system) —  набор объектов вместе с правилами замены одного объекта на другой.

## Основные понятия
Переписывающую систему обычно определяют как ориентированный граф (возможны петли и кратные рёбра).
Однако вершины графа принято называть объектами.
Наличие ребра из объекта {\displaystyle x} на объект {\displaystyle y} обычно обозначается как {\displaystyle x\to y} и интерпретируется как возможность заменить объект {\displaystyle x} на объект {\displaystyle y}.
В теории переписывающих систем интересуются отношением {\displaystyle \to } и его свойствами.
При этом оказываются важными следующие понятия и отношения.
- {\displaystyle \rightsquigarrow } является рефлексивным транзитивным замыканием {\displaystyle \rightarrow }, то есть транзитивным замыканием {\displaystyle (\rightarrow )\cup (=)}. Эквивалентно, {\displaystyle \rightsquigarrow } это наименьший предпорядок, содержащий {\displaystyle \rightarrow }.
- {\displaystyle \sim } является рефлексивным транзитивным симметричным замыканием {\displaystyle \rightarrow }, то есть транзитивным замыканием {\displaystyle (\leftrightarrow )\cup (=)}.

- Объект {\displaystyle x} в переписывающей системе {\displaystyle A} называется приводимым, если существует какой-либо другой {\displaystyle y} в {\displaystyle A} и {\displaystyle x\to y}; в противном случае он называется неприводимым или нормальной формой.
  - Объект {\displaystyle y} называется нормальной формой {\displaystyle x}, если {\displaystyle x\rightsquigarrow y} и {\displaystyle y} неприводим.
  - Если {\displaystyle x} имеет единственную нормальную форму, то она обычно обозначается {\displaystyle [x]}.
  - Если каждый объект имеет по крайней мере одну нормальную форму, то переписывающая система называется нормализующей.

- Переписывающая система называется нётеровой если в ней не существует бесконечной цепи {\displaystyle x_{0}\to x_{1}\to \dots }

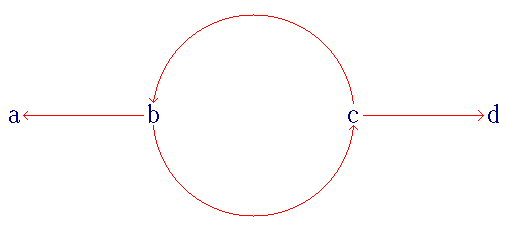
Пример локально сонфлюентной, но не конфлюентной системы.

- Переписывающая система локально конфлюентна если {\displaystyle x\to y} и {\displaystyle x\to z} то {\displaystyle y\rightsquigarrow w} и {\displaystyle z\rightsquigarrow w} для некоторого {\displaystyle w}.

- Переписывающая система конфлюентна' если {\displaystyle x\rightsquigarrow y} и {\displaystyle x\rightsquigarrow z} то {\displaystyle y\rightsquigarrow w} и {\displaystyle z\rightsquigarrow w} для некоторого {\displaystyle w}.

## Свойства
- Лемма о ромбе утверждает, что нётерова локально конфлюентная система конфлюентна.

## Внешние ссылки
- Виктор Губа «Переписывающие системы»